# Timon Würriehausen
Timon Würriehausen (* 2. August 2002) ist ein ehemaliger deutscher Fernsehdarsteller.
Timon Würriehausen, der selbst ebenfalls Theater spielte, kam 2015 über ein Casting, das in der Theater-AG seiner Schwester stattfand und bei dem Kinderdarsteller gesucht wurden, zum Fernsehen.
In der 19. Staffel der deutschen Fernsehserie Schloss Einstein spielte er in den Folgen 845 bis 870 (Februar/März 2016) die Staffelhauptrolle des schüchternen, ängstlichen Schülers Finn Hebestreit, den Mitbewohner von Dominik (Yannick Rau) und Jannis (Maximilian Scharr) sowie Patenkind von Henk (Noah Alibayli).
Zu seinen Hobbys gehören neben dem Schauspiel Longboard-Fahren, Computerspiele und Computertechnik. Timon Würriehausen lebt in Jena (Thüringen).

## Filmografie
- 2016: Schloss Einstein